# Mário Lampert
Mário Lampert (? —?) foi um político brasileiro.
Foi eleito, em 3 de outubro de 1950, deputado estadual, pelo PSD, para a 38ª Legislatura da Assembleia Legislativa do Rio Grande do Sul, de 1947 a 1951.